# Franck Dumas
Franck Dumas (Bayeux, Francia; 9 de enero de 1968) es un exjugador y entrenador de fútbol francés. Actualmente dirige al CR Belouizdad, equipo de Argelia.

## Jugador
Dumas inició su carrera futbolística en 1987, en el equipo francés SM Caen, donde jugó por cinco temporadas. 
Tras su paso por el Caen, Dumas se incorporó al AS Monaco, club en el que jugaría entre los años 1992 y 1999. En 1999, Dumas (quien jugaba como defensa), llegó al Newcastle United de Inglaterra, en donde duraría apenas un año. 
En el 2000, volvió a Francia para jugar por el Olympique de Marsella, donde jugaría por todo el año. Tras un fugaz paso por el Lens, Dumas regresó al Caen, equipo que fue testigo de sus inicios, en el 2001. Dumas jugaría ahí hasta su retiro en el año 2004. 

## Entrenador
Tras su retiro de las canchas, Dumas asumiría la dirección técnica del SM Caen en el 2005, al que entrenó hasta 2012.
En febrero de 2013, se anuncia su llegada al Athlétic Club Arles-Avignon. En verano de 2014, deja el puesto de entrenador para ser el mánager de la entidad. 
Sin embargo, en septiembre de 2014, se desvincula de dicho club para entrenar al MAS Fez.
En marzo de 2017, se convierte en entrenador nacional de Guinea Ecuatorial.

## Justicia
En enero de 2017, fue condenado en primera instancia a tres años de prisión, incluidos diez meses suspendidos por el Tribunal de Caen por evasión de impuestos, tras una denuncia de la administración a la que debe 557.496 euros. Su abogado anuncia que está dispuesto a apelar. Tendrá que presentarse en marzo de 2018 para el asunto mencionado.

## Trayectoria
| Club                  | País              | Temporada |
| --------------------- | ----------------- | --------- |
| SM Caen               | Francia           | 2005-2012 |
| AC Arles-Avignon      | Francia           | 2013-2014 |
| MAS Fez               | Marruecos         | 2014      |
| Selección nacional    | Guinea Ecuatorial | 2017-2018 |
| JS Kabylie            | Argelia           | 2018-2019 |
| CA Bordj Bou Arréridj | Argelia           | 2019-2020 |
| CR Belouizdad         | Argelia           | 2020-2021 |